# Sello
Sello (på svenska även Cello) är ett köpcentrum i Alberga i Esbo stad, nära Helsingfors. Det är ett av Nordens största köpcentra och Finlands näststörsta köpcentrum med 97 000 kvadratmeter försäljningyta, efter Östra centrum i Helsingfors. 

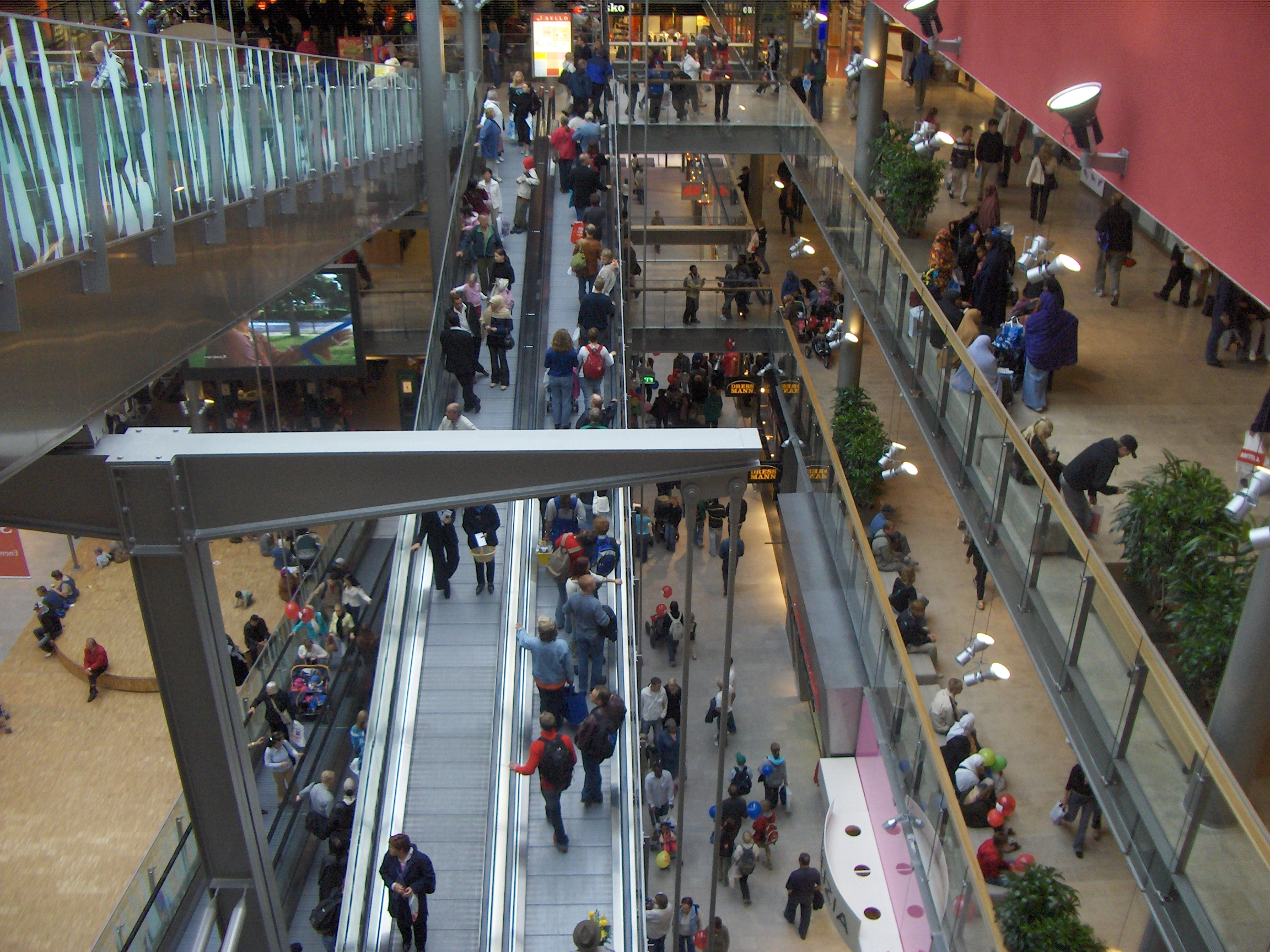
Interiör

Den första delen av köpcentret togs i bruk i februari 2003 och det andra skedet blev klart i september 2005. Efter utvidgningen har Sello 160 butiker och tjänster. Det finns också offentlig service i Sello som till exempel Esbo stads huvudbibliotek med 3 000 besökare per dag, stadens samservicepunkt, musikinstitut och konsertsalen Sellosalen. 
På platsen där Sello ligger byggdes Finlands första hypermarket, Maxi, år 1971. Maxi revs genast efter att första delen av Sello öppnade och Sellos andra del byggdes på samma ställe som Maxi tidigare fanns. Efter det tjänade Maxi över ett år i Sellos första del mittemot K-citymarket fram till våren 2004 när den ändrades till Prisma i samband med Elanto och Helsingfors Handelslag slog samman. Till hela anläggningen hör också hotellet Palace Sello. På den västra sidan byggs ett biograf- och fritidscentrum och på den östra sidan byggs som bäst det 17 våningar höga kontorshuset Panorama Tower (klart 2008). 
Den 31 december 2009 dog fyra människor i köpcentret och två annorstädes i Esbo i samband med en skottlossning.

## Företag efter kategori
- offentlig service, bank, försäkring: 19 stycken
- café, restaurang, snabbmat: 17 stycken
- skönhet, hälsa, välmående: 16 stycken
- mode och kläder: 49 stycken
- inredning, gåvor, blommor, guld: 21 stycken
- varuhus och dagligvaror: 9 stycken
- fritid: 25 stycken
- övrigt: 6 stycken

## Transport
Vid Sello ligger Alberga terminal med lokaltågsstation och busstation. 
- Pendeltågen: A, E, L, U och Y
- Regionbussarna: 113N, 114N, 200, 201, 201B, 231N, 235N, 502 , 520, 522, 522B, 553 och 554
- Esbo interna busslinjer: 113, 114, 202, 203, 206, 206K, 207, 214, 215, 224, 225, 227, 229, 236, 236B, 236V, 239 och 544
- U-trafikens bussar: 275